# Онуфриев, Владислав Петрович
Владислав Петрович Онуфриев — советский хозяйственный, государственный и политический деятель, доктор биологических наук, профессор, член-корреспондент ВАСХНИЛ.

## Биография
Родился в 1925 году в селе Алексеевка. Член КПСС.
Участник Великой Отечественной войны. С 1951 года — на хозяйственной, общественной и политической работе. В 1951—1998 гг. — главный районный ветеринарный врач Брянской области, старший ветеринарный врач МТС, аспирант Ленинградского ветеринарного института, старший научный сотрудник Украинского НИИ экспериментальной ветеринарии, заведующий отделом эпизоотологии Института животноводства и ветеринарии АН Таджикской ССР, директор Таджикского научно-исследовательского ветеринарного института, директор Всесоюзного научно-исследовательского ящурного института, заведующий кафедрой микробиологии и вирусологии Украинской сельскохозяйственной академии.
Заслуженный деятель науки и техники Украины.
Умер в Киеве в 1998 году.